# Black Cat (Janet Jackson)
Black Cat è un brano dell'album Rhythm Nation 1814 della cantautrice statunitense Janet Jackson, estratto come sesto singolo nel 1990.

## Descrizione
Il brano ricevette una nomination ai Grammy Awards per la "Miglior interpretazione rock femminile", rendendo la Jackson l'unica artista musicale a essere nominata contemporaneamente nelle categorie pop, dance, rock, rap e rhythm and blues.
La cantante eseguì questo brano alla cerimonia degli MTV Video Music Awards del 1990 dove, secondo MTV,  « ha inaugurato una nuova era di spontanea sessualità .» Questa esibizione è considerata il primo segno di transizione verso uno stile più trasgressivo.
Black Cat si discosta dalla maggior parte dei brani di questo album e di quelli precedenti per le sonorità rock. Fu scritto interamente da Janet Jackson e coprodotto da lei e dal chitarrista Jellybean Johnson, che suona nel brano. Il lungo assolo di chitarra elettrica contenuto nella canzone è eseguito dal chitarrista Dave Barry. Alcuni remix includono Nuno Bettencourt alla chitarra ritmica.
Il testo parla di un uomo che conduce una vita sregolata e fa uso di sostanze stupefacenti (sembrerebbe un riferimento all'ex marito della Jackson, James DeBarge).

## Accoglienza
Black Cat fu pubblicata come singolo il 4 settembre 1989 per il mercato internazionale. Come lato b fu inserito un remix dello stesso brano. Il remix fu creato da Alan Coulthard, e consiste in un medley dei primi tre singoli estratti dall'album, Escapade, Rhythm Nation e Miss You Much.
Questo singolo divenne il quarto di Janet Jackson a raggiungere la posizione numero 1 della classifica Billboard negli Stati Uniti. Conquistò inoltre i primi dieci posti delle classifiche di Norvegia e Svizzera, nonché le top 20 di Paesi Bassi e Svezia.

## Il video
Diretto dal regista Wayne Isham, il videoclip di Black Cat non è altro che la ripresa di un'esibizione dal vivo durante il suo Rhythm Nation 1814 Tour al Tacoma Dome di Tacoma (Washington).
L'audio di questa esecuzione dal vivo con il lungo assolo di chitarra è presents anche nella raccolta di successi Design of a Decade 1986/1996.
Il video, invece, è presente nella raccolta video The Rhythm Nation Compilation (1990), nonché nella successiva Design of a Decade 1986/1996 (1996).

## Classifiche
| Posizione | 37 | 32 | 24 | 13 | 5 | 2 | 1 | 2 | 7 | 15 | 25 | 40 | 58 | 79 | 98 | 98 |

### Classifiche settimanali
| Classifica (1990)              | Posizione massima |
| ------------------------------ | ----------------- |
| Australia                      | 6                 |
| Belgio (Fiandre)               | 33                |
| Canada                         | 4                 |
| Finlandia                      | 6                 |
| Germania                       | 34                |
| Irlanda                        | 11                |
| Norvegia                       | 5                 |
| Nuova Zelanda                  | 25                |
| Paesi Bassi                    | 21                |
| Svezia                         | 16                |
| Svizzera                       | 10                |
| Regno Unito                    | 15                |
| Billboard (Stati Uniti)        | 1                 |
| rhythm and blues/hip hop (USA) | 10                |
| Dance (USA)                    | 17                |

### Classifiche di fine anno
| Paese (1990) | Posizione |
| ------------ | --------- |
| Australia    | 75        |
| Canada       | 65        |
| Stati Uniti  | 59        |